# James A. Louttit

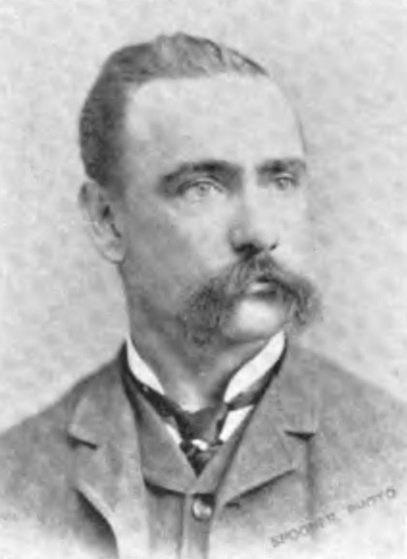
James A. Louttit

James Alexander Louttit (* 16. Oktober 1848 in New Orleans, Louisiana; † 26. Juli 1906 in Pacific Grove, Kalifornien) war ein US-amerikanischer Politiker. Zwischen 1885 und 1887 vertrat er den Bundesstaat Kalifornien im US-Repräsentantenhaus.

## Werdegang
Noch als Kleinkind kam James Louttit im Jahr 1849 mit seinen Eltern in das Calaveras County in Kalifornien, wo er später öffentliche und private Schulen besuchte. Danach absolvierte er die State Normal School in Sacramento. Nach einem anschließenden Jurastudium und seiner 1869 erfolgten Zulassung als Rechtsanwalt begann er ab 1871 in Stockton in diesem Beruf zu arbeiten. Von 1871 bis 1879 war er in Stockton auch Staatsanwalt. Gleichzeitig schlug er als Mitglied der Republikanischen Partei eine politische Laufbahn ein.
Bei den Kongresswahlen des Jahres 1884 wurde Louttit im zweiten Wahlbezirk von Kalifornien in das US-Repräsentantenhaus in Washington, D.C. gewählt, wo er am 4. März 1885 die Nachfolge von James Budd antrat. Da er im Jahr 1886 auf eine weitere Kandidatur verzichtete, konnte er bis zum 3. März 1887 nur eine Legislaturperiode im Kongress absolvieren. Nach dem Ende seiner Zeit im US-Repräsentantenhaus praktizierte James Louttit wieder als Anwalt in Stockton. Er starb am 26. Juli 1906 in Pacific Grove und wurde in Stockton beigesetzt.